# Cieksyn (gromada)
Cieksyn – dawna gromada, czyli najmniejsza jednostka podziału terytorialnego Polskiej Rzeczypospolitej Ludowej w latach 1954–1972.
Gromady, z gromadzkimi radami narodowymi (GRN) jako organami władzy najniższego stopnia na wsi, funkcjonowały od reformy reorganizującej administrację wiejską przeprowadzonej jesienią 1954 do momentu ich zniesienia z dniem 1 stycznia 1973, tym samym wypierając organizację gminną w latach 1954–1972.
Gromadę Cieksyn z siedzibą GRN w Cieksynie utworzono – jako jedną z 8759 gromad na obszarze Polski – w powiecie płońskim w woj. warszawskim, na mocy uchwały nr VI/10/14/54 WRN w Warszawie z dnia 5 października 1954. W skład jednostki weszły obszary dotychczasowych gromad Andzin, Borkowo, Cieksyn, Dobra Wola, Nowiny, Nowosiółki, Wiktorowo i Zakobiel ze zniesionej gminy Cieksyn, obszary dotychczasowych gromad Gawłowo i Gawłówek ze zniesionej gminy Modzele oraz obszar dotychczasowej gromady Tomaszewo ze zniesionej gminy Szumlin w tymże powiecie. Dla gromady ustalono 18 członków gromadzkiej rady narodowej.
31 grudnia 1959 do gromady Cieksyn przyłączono wsie Aleksandria, Popielżyn Dolny i Żołędowo z gromady Joniec w tymże powiecie.
Gromada przetrwała do końca 1972 roku, czyli do kolejnej reformy gminnej.